# خواي
خواي رمزها «ST» (بالإنجليزية: Khowai)‏ ، هو تقسيم إداري لدولة الهند تتبع ولاية ترايبورا (بالإنجليزية: Tripura)‏ ، مركزها هو مدينة اودايبور (بالإنجليزية: Udaipur)‏ عدد سكانها حسب تعداد سنة 2001 هو 762,565 ، مساحتها 2,152 كم² وكثافة السكان 354 لكل كم² .